# Isartor
Isartor på Isartorplatz i München er en af de fire primære byporte i den middelalderlige bymur. Den tjente til forsvar, og er den østligste af de tre tilbageværende byporte (Isartor, Sendlinger Tor og Karlstor). Den liger tæt ved floden Isar og den har fået navn efter den.

## Arkitektur
Isartor blev opført i 1337 inden for det område, hvor byen var blevet udvidet og inden for den anden ydermur, mellem 1285 og 1337, der blev færdiggjort under kejser Ludvig 4. Porten består af et hovedtårn på 40 m. Med konstruktionen af en mur ved voldgraven blev der tilføjet to tårne på hver side som barbican. Isartor er den eneste middelalderlige byport i München, der har bevaret sit hovedtårn. Restaureringen i 1833-35 af Friedrich von Gärtner, genskabte de oprindelige dimensioner og bragte udseendet tæt tilbage til det oprindelige. Freskoerne, der blev skabt i 1835 af Bernhard von Neher, afbilder den sejrende kejser Ludvig efter slaget ved Mühldorf i 1322.
I dag bruges Isator til et humoristisk museum, der er dedikeret til komikeren og skuespilleren Karl Valentin. Der er også blevet indrettet en café for besøgende i det ene tårn.
Isartortheater, der opsatte syngespil og skuespil i begyndelsen af 1800-tallet, blev ødelagt under anden verdenskrig. Efter at have lidt stor skade af granater under krigen blev den middelalderlige byport genopført.
Isartorplatz bliver betjent af S Bahn station med navnet Isartor, navngivet efter porten, og to sporvognslinjer.